# Российско-коста-риканские отношения
Росси́йско-коста-рика́нские отношения — дипломатические отношения между Россией и Коста-Рикой.
Основным документом, определяющим взаимоотношения двух стран является «Декларация о принципах отношений между Российской Федерацией и Республикой Коста-Рика», подписанная в Нью-Йорке, в 1999 году.
Коста-Рика — первая из центральноамериканских стран, которая вступила в контакт с Россией. В 1872 году российский император Александр II и президент Теодоро де Гуардия обменялись посланиями, положившими начало двусторонним отношениям. Дипломатические отношения между СССР и Коста-Рикой установлены 8 мая 1944 года. Государства обменялись дипломатическими представительствами в 1970 году. Посольство в Сан-Хосе было открыто в 1972 году, в Москве — в 1975 году. После распада Советского Союза, правительство Коста-Рики 28 декабря 1991 года признало Российскую Федерацию в качестве государства-продолжателя СССР.
В 1997 году стороны обменялись взаимным официальным визитом министров иностранных дел.
Коста-Рика поддержала вхождение России во Всемирную торговую организацию.
Устанавливаются связи между высшими учебными заведениями двух стран. При Университете Коста-Рики учреждён Русский культурный центр, организованный Фондом «Русский мир».
Укреплению отношений способствовали проведённые 20-22 октября 2008 года Дни России в Коста-Рике.

## Визы
С 2008 года россиянам и костариканцам требовалась виза для посещения обеих стран. 1 апреля 2014 года Коста-Рика отменила визы для российских туристов для пребывания на срок до 30 дней. С 25 мая 2019 года вступило в силу межправительственное соглашение России и Коста-Рики о взаимной отмене виз.